# 1996年美國職棒大聯盟選秀
1996年美國職棒大聯盟選秀為大聯盟第32屆選秀。匹茲堡海盜的克里斯·班森為該年的首輪選秀狀元。
這屆選秀會是大聯盟歷史上唯一一次達到100輪的選秀，另外有四名首輪新秀並未獲得合約，成為自由球員，一樣創下紀錄。

## 第一輪選秀
圖示
|  | 入選美國職棒大聯盟全明星賽的球員     |
|  | 入選美國國家棒球名人堂暨博物館的球員 |

| 順位 | 球員            | 球隊             | 位置   | 畢業學校               |
| 1    | 克里斯·班森     | 匹茲堡海盜       | 右投   | 克萊門森大學           |
| 2    | 崔維斯·李       | 明尼蘇達雙城     | 一壘手 | 聖地牙哥州立大學       |
| 3    | 布拉登·盧珀     | 聖路易紅雀       | 右投   | 衛奇塔州立大學         |
| 4    | 比利·科克       | 多倫多藍鳥       | 右投   | 克萊門森大學           |
| 5    | 約翰·帕特森     | 蒙特婁博覽會     | 右投   | 西奧蘭治史塔克高中     |
| 6    | 西斯·格瑞辛格   | 底特律老虎       | 右投   | 維吉尼亞大學           |
| 7    | 麥特·懷特       | 舊金山巨人       | 右投   | 韋恩斯波羅區高中       |
| 8    | 查德·格林       | 密爾瓦基釀酒人   | 外野手 | 肯塔基大學             |
| 9    | 馬克·柯特賽     | 佛羅里達馬林魚   | 外野手 | 加州州立大學富勒頓分校 |
| 10   | 艾瑞克·夏維茲   | 奧克蘭運動家     | 三壘手 | 卡梅爾山高中           |
| 11   | 亞當·伊頓       | 費城費城人       | 右投   | 史諾霍米須高中         |
| 12   | 鮑比·賽亞       | 芝加哥白襪       | 左投   | 薩拉索塔高中           |
| 13   | 羅布·史崔頓     | 紐約大都會       | 外野手 | 聖馬可斯高中           |
| 14   | 德馬爾·布朗     | 堪薩斯市皇家     | 外野手 | 馬爾波羅中央高中       |
| 15   | 麥特·哈洛朗     | 聖地牙哥教士     | 游擊手 | 大法官高中             |
| 16   | 喬·勞倫特       | 多倫多藍鳥       | 游擊手 | 巴布高中               |
| 17   | 陶德·諾爾       | 芝加哥小熊       | 右投   | 北紅高中               |
| 18   | R·A·迪奇        | 德州遊騎兵       | 右投   | 田納西大學             |
| 19   | 馬克·強森       | 休士頓太空人     | 右投   | 夏威夷大學             |
| 20   | 艾瑞克·米爾頓   | 紐約洋基         | 左投   | 馬里蘭大學             |
| 21   | 傑克·韋斯布魯克 | 科羅拉多洛磯     | 右投   | 麥迪遜縣高中           |
| 22   | 吉爾·梅許       | 西雅圖水手       | 右投   | 阿卡迪亞納高中         |
| 23   | 達米安·羅爾斯   | 洛杉磯道奇       | 三壘手 | 施萊格爾高中           |
| 24   | 山姆·馬森奈克   | 德州遊騎兵       | 右投   | 傑蘇特高中             |
| 25   | 約翰·奧利佛     | 辛辛那提紅人     | 外野手 | 萊曼湖高中             |
| 26   | 喬許·賈瑞特     | 波士頓紅襪       | 右投   | 南史賓塞高中           |
| 27   | A·J·札普        | 亞特蘭大勇士     | 一壘手 | 葛洛夫中央高中         |
| 28   | 丹尼·皮珀斯     | 克里夫蘭印地安人 | 一壘手 | 德克薩斯大學奧斯汀分校 |
| 29   | 保羅·懷爾德     | 坦帕灣魔鬼魚     | 外野手 | 卡瑞高中               |
| 30   | 尼克·比爾布羅特 | 亞利桑那響尾蛇   | 左投   | 米里坎高中             |

## 第一輪補充選秀
圖示
|  | 入選美國職棒大聯盟全明星賽的球員     |
|  | 入選美國國家棒球名人堂暨博物館的球員 |

| 順位 | 球員          | 球隊         | 位置        | 畢業學校           |
| 31   | 皮特·圖奇     | 多倫多藍鳥   | 一壘/外野手 | 普洛威頓斯學院     |
| 32   | 柯瑞·李       | 德州遊騎兵   | 左投        | 北卡羅來納州立大學 |
| 33   | 麥特·麥克蘭登 | 辛辛那提紅人 | 右投        | 菲利普斯博士高中   |
| 34   | 雅各·克魯茲   | 波士頓紅襪   | 右投        | 卡爾格瑞基督高中   |
| 35   | 傑森·馬爾基   | 亞特蘭大勇士 | 右投        | 托頓維爾高中       |

## 補償選秀
1. ↑  因羅伯托·阿勒瑪加入金鶯隊而得到補償選秀
2. ↑  因藍迪·韋拉德（英语：Randy Velarde）加入天使隊而得到補償選秀
3. ↑  因肯尼·羅傑斯加入洋基隊而得到補償選秀
4. ↑  因羅伯托·阿勒瑪成為自由球員而得到補償選秀
5. ↑  因肯尼·羅傑斯成為自由球員而得到補償選秀
6. ↑  因羅恩·甘特（英语：Ron Gant）成為自由球員而得到補償選秀
7. ↑  因艾瑞克·韓森（英语：Erik Hanson (baseball)）成為自由球員而得到補償選秀
8. ↑  因首輪未能簽下查德·哈金森（英语：Chad Hutchinson）而得到補償選秀

## 其他著名球員
- 傑可·瓊斯（英语：Jacque Jones）, 第2輪, 37順位被明尼蘇達雙城選走
- 米爾頓·布萊德利（英语：Milton Bradley (baseball)）, 第2輪, 40順位被蒙特婁博覽會選走
- 喬·艾斯帕達（英语：Joe Espada）, 第2輪, 45順位被奧克蘭運動家選走
- 吉米·羅林斯, 第2輪, 46順位被費城費城人選走
- A·J·亨奇（英语：A. J. Hinch）, 第3輪, 75順位被奧克蘭運動家選走
- 查德·多爾賓（英语：Chad Durbin）, 第3輪, 79順位被堪薩斯市皇家選走
- 史考特·休因懷斯（英语：Scott Schoeneweis）, 第3輪, 85順位被加州天使選走
- 阿萊克斯·科拉, 第3輪, 88順位被洛杉磯道奇選走
- 尼克·詹森, 第3輪, 89順位被紐約洋基選走
- 尚恩·查康（英语：Shawn Chacón）, 第3輪, 90順位被科羅拉多洛磯選走
- 羅伯特·費克（英语：Robert Fick）, 第5輪, 131順位被底特律老虎選走
- 喬·克里迪, 第5輪, 137順位被芝加哥白襪選走
- 布拉德·佩尼, 第5輪, 155順位被亞利桑那響尾蛇選走
- 傑瑞米·吉昂比（英语：Jeremy Giambi）, 第6輪, 169順位被堪薩斯市皇家選走
- 凱西·布雷克（英语：Casey Blake）, 第7輪, 189順位被多倫多藍鳥選走
- 馬克·迪羅薩（英语：Mark DeRosa）, 第7輪, 212順位被亞特蘭大勇士選走
- 威利·布魯姆奎斯特（英语：Willie Bloomquist）, 第8輪, 232順位被西雅圖水手選走, 但未簽約
- 賈斯汀·杜克舒爾（英语：Justin Duchscherer）, 第8輪, 241順位被波士頓紅襪選走
- 道格·戴維斯（英语：Doug Davis (pitcher)）, 第10輪, 293順位被德州遊騎兵選走
- 謝亞·希倫布蘭德（英语：Shea Hillenbrand）, 第10輪, 301順位被波士頓紅襪選走
- 約翰·麥克唐納, 第12輪, 363順位被克里夫蘭印地安人選走
- 麥克·林肯（英语：Mike Lincoln）, 第13輪, 367順位被明尼蘇達雙城選走
- 查德·布萊德佛德（英语：Chad Bradford）, 第13輪, 377順位被芝加哥白襪選走
- 傑米·卡洛爾（英语：Jamey Carroll）, 第14輪, 400順位被蒙特婁博覽會選走
- 凱文·葛瑞格, 第15輪, 435順位被奧克蘭運動家選走
- 喬許·托爾斯（英语：Josh Towers）, 第15輪, 441順位被巴爾的摩金鶯選走
- 麥克·岡薩雷茲（英语：Mike Gonzalez）, 第17輪, 486順位被匹茲堡海盜選走, 但未簽約
- 馬克·亨德瑞克森, 第19輪, 563順位被德州遊騎兵選走, 但未簽約
- 韋德·米勒（英语：Wade Miller）, 第20輪, 594順位被休士頓太空人選走
- 麥克·麥克道格爾（英语：Mike MacDougal）, 第22輪, 651順位被巴爾的摩金鶯選走, 但未簽約
- 亞倫·哈朗（英语：Aaron Harang）, 第22輪, 661順位被波士頓紅襪選走, 但未簽約
- 洛伊·奧斯華, 第23輪, 684順位被休士頓太空人選走
- 泰德·李利, 第23輪, 688順位被洛杉磯道奇選走
- 喬·貝梅爾（英语：Joe Beimel）, 第26輪, 773順位被德州遊騎兵選走, 但未簽約
- 基科·卡雷羅（英语：Kiko Calero）, 第27輪, 799順位被堪薩斯市皇家選走
- 威利·哈里斯（英语：Willie Harris）, 第28輪, 816順位被匹茲堡海盜選走, 但未簽約
- 凱爾·洛許（英语：Kyle Lohse）, 第29輪, 862順位被芝加哥小熊選走
- 馬可斯·提姆茲（英语：Marcus Thames）, 第30輪, 899順位被紐約洋基選走
- 弗雷迪·桑切斯, 第30輪, 902順位被亞特蘭大勇士選走, 但未簽約
- 麥克·蘭布（英语：Mike Lamb）, 第31輪, 907順位被明尼蘇達雙城選走, 但未簽約
- 崔維斯·哈夫納, 第31輪, 923順位被德州遊騎兵選走
- 奧蘭多·哈德森, 第33輪, 969順位被多倫多藍鳥選走, 但未簽約
- 麥特·古瑞爾（英语：Matt Guerrier）, 第33輪, 979順位被堪薩斯市皇家選走, 但未簽約
- 傑森·麥可斯（英语：Jason Michaels）, 第44輪, 1314順位被坦帕灣魔鬼魚選走, 但未簽約
- 克里斯·卡普亞諾（英语：Chris Capuano）, 第45輪, 1316順位被匹茲堡海盜選走, 但未簽約
- 胡安·皮埃爾, 第48輪, 1406順位被西雅圖水手選走, 但未簽約
- 葛雷格·道卜斯（英语：Greg Dobbs）, 第52輪, 1492順位被西雅圖水手選走, 但未簽約
- 羅布·馬科威亞克（英语：Rob Mackowiak）, 第53輪, 1498順位被匹茲堡海盜選走
- 馬可斯·賈爾斯（英语：Marcus Giles）, 第53輪, 1511順位被亞特蘭大勇士選走
- 傑森·詹寧斯（英语：Jason Jennings）, 第54輪, 1531順位被亞利桑那響尾蛇選走, 但未簽約
- 大衛·瑞斯基（英语：David Riske）, 第56輪, 1559順位被克里夫蘭印地安人選走
- 貝瑞·齊托, 第59輪, 1587順位被西雅圖水手選走, 但未簽約
- 傑爾夫·鄧肯（英语：Geoff Duncan）, 第69輪, 1647順位被佛羅里達馬林魚選走, 但未簽約
- 崔維斯·菲爾普斯（英语：Travis Phelps）, 第89輪, 1721順位被坦帕灣魔鬼魚選走, 但未簽約
- 克雷·康德雷（英语：Clay Condrey）, 第94輪, 1730順位被紐約洋基選走, 但未簽約

## 外部連結
- MLB.com - 1996 Draft Tracker (all rounds)
- MLB.com - Draft History （页面存档备份，存于）
- Complete draft list from The Baseball Cube database （页面存档备份，存于）

| 前任： 戴林·厄斯泰 | 選秀狀元 克里斯·班森 | 繼任： 麥特·安德森 |